# She and Him
She and Him est un groupe américain de rock indépendant formé de Zooey Deschanel (voix, piano, banjo) et M. Ward (guitare, production). Le premier album du groupe, Volume One est sorti chez Merge Records en mars 2008. Le groupe a joué au South by Southwest festival 2008. Lors de leurs sessions "live", le duo est rejoint par les musiciens Rachel Blumberg (batterie), Mike Mogis (pedal steel guitar, mandoline) and Mike Coykendall (basse, guitare).
Ils enregistrent le titre "On the Island" sur l'album "No pier pressure" de Brian Wilson  en 2016.

## Biographie
Zooey Deschanel et M. Ward se sont rencontrés la première fois lors du tournage de The Go-Getter. Zooey Deschanel tient alors le rôle principal du film et se voit proposer de chanter en duo avec Mat Ward pour les besoins du générique.

### Carrière
En 2008, le duo enregistre leur premier album, Volume One, dont la majeure partie des chansons sont écrites par Deschanel. L'album est salué par la critique et rencontre son public avec une huitième place dans le Top Independent Albums, branche du Billboard Magazine, mais c'est avec leur second album, Volume Two (2010), qui est accueilli de la même manière que le précédent par la presse, qu'ils obtiennent un succès public plus large, se classant pour la première fois dans le prestigieux Billboard 200, parvenant à atteindre la sixième place pour cet opus et se classant premier dans la majorité des autres classement du Billboard Magazine.
En 2011, sort leur troisième album, A Very She and Him Christmas, qui reprend les plus grands standards de Noël.
Le groupe sort un nouvel album intitulé Volume 3, le 7 mai 2013, qui sera suivi d'une tournée estivale sur le territoire américain.
Ils enregistrent le titre On the Island sur l'album No pier pressure de Brian Wilson en 2016. Un clip est tourné lors de l'enregistrement.

## Discographie

### Albums studio
| Titre                                | Détails                                             | Positions dans les charts | Positions dans les charts | Positions dans les charts | Positions dans les charts | Positions dans les charts | Positions dans les charts | Positions dans les charts | Positions dans les charts | Positions dans les charts | Positions dans les charts |
| Titre                                | Détails                                             | US                        | US Alt                    | US Folk                   | US Indie                  | US Rock                   | AUS                       | FRA                       | GRE                       | SWE                       | UK                        |
| ------------------------------------ | --------------------------------------------------- | ------------------------- | ------------------------- | ------------------------- | ------------------------- | ------------------------- | ------------------------- | ------------------------- | ------------------------- | ------------------------- | ------------------------- |
| Volume One                           | - Formats: CD, téléchargement digital               | 71                        | 18                        | —                         | 8                         | —                         | —                         | —                         | —                         | —                         | —                         |
| Volume Two                           | - Formats: CD, téléchargement digital               | 6                         | 1                         | 1                         | 1                         | 1                         | 49                        | 104                       | 45                        | 28                        | 62                        |
| A Very She and Him Christmas         | - Formats: CD, LP, téléchargement digital           | 12                        | 2                         | 1                         | 2                         | 3                         | 91                        | —                         | —                         | —                         | 145                       |
| Volume 3                             | - Formats: CD, LP, téléchargement digital, cassette | 15                        | 3                         | 1                         | 2                         | 3                         | —                         | —                         | —                         | 37                        | 63                        |
| Classics                             | - Formats: CD, LP, téléchargement digital           | —                         | —                         | —                         | —                         | —                         | —                         | —                         | —                         | —                         | —                         |
| Christmas Party                      | - Formats: CD, LP, téléchargement digital           | —                         | —                         | —                         | —                         | —                         | —                         | —                         | —                         | —                         | —                         |
| Melt Away: A Tribute to Brian Wilson | - Formats: CD, LP, téléchargement digital           | —                         | —                         | —                         | —                         | —                         | —                         | —                         | —                         | —                         | —                         |

### Singles
| Année | Single                                    | Charts | Charts           | Charts | Charts | Album                        |
| Année | Single                                    | US     | US Singles Sales | US AC  | FRA    | Album                        |
| ----- | ----------------------------------------- | ------ | ---------------- | ------ | ------ | ---------------------------- |
| 2008  | Why Do You Let Me Stay Here? / Lotta Love | —      | —                | —      | —      | Volume One                   |
| 2010  | In the Sun / I Can Hear Music             | —      | 4                | —      | 89     | Volume Two                   |
| 2010  | Thieves / I Knew It Would Happen This Way | —      | 35               | —      | —      | Volume Two                   |
| 2010  | I Put a Spell on You / Lingering Still    | —      | —                | —      | —      | uniquement sorti en single   |
| 2011  | Baby, It's Cold Outside                   | —      | —                | 25     | —      | A Very She and Him Christmas |
| 2013  | Never Wanted Your Love                    | —      | —                | —      | —      | Volume 3                     |

### Compilations
- When I Get To The Border (2007) sur la bande originale de The Go-Getter
- This Is Not A Test (2008) sur Word Magazine's Now Hear This! 67[17]
- This is Not A Test (2008) sur SCORE! Twenty Years of Merge Records[17]
- Why Do You Let Me Stay Here? (2008) sur Paste Magazine Sampler Issue 43[17]
- Why Do You Let Me Stay Here (2008) sur Merge Records' 2009 Promotional Sampler[17]
- Why Do You Let Me Stay Here (2008) sur Hear Music's Have You Heard[18]
- I Was Made For You (2008) sur Un Ete 2008[17]
- I Put a Spell on You (30 janvier 2009) sur Starbucks' Sweetheart 2
- Please, Please, Please Let Me Get What I Want" (2009) sur la bande originale de (500) jours ensemble
- Earth sur 826LA Chickens in Love[19]
- Fools Rush In sur Levi's Pioneer Sessions 2010 Revival Recordings[20]
- Winnie the Pooh et So Long (2011) sur la bande originale de Winnie l'ourson